# العزازي (جبلة)

تعديل مصدري - تعديل

العزازي هي إحدى قرى عزلة المكتب بمديرية جبلة التابعة لمحافظة إب، بلغ تعداد سكانها 536 نسمة حسب تعداد اليمن لعام 2004.